# 儿童大公园站
兒童大公園站（：／ Eorini-daegongwon yeok */?）副站名世宗大學，是首爾地鐵7號線沿線的一座地下車站，位於韓國首爾特別市廣津區華陽洞。站名取自鄰近的首爾兒童大公園和世宗大學。

## 車站構造
站體為2面2線側式月台的地下車站，候車月台設有月台幕門，並有6處出口。

### 月台配置
| 君子 ↑     |
| \| 上      |
| ↓ 建國大學 |

| 月台 | 路線           | 目的地                                   |
| ---- | -------------- | ---------------------------------------- |
| 上行 | ●首爾地鐵7號線 | 君子、上鳳、道峰山、長岩方向             |
| 下行 | ●首爾地鐵7號線 | 建國大學、梨水、大林、富平區廳、石南方向 |

## 歷史
- 1996年10月11日：落成啟用。

## 車站周邊
- 首爾兒童大公園（朝鲜语：어린이대공원 (서울)）
- 首爾兒童會館（朝鲜语：어린이회관 (서울)）
- 建國大學
- 世宗大學
- 世宗網路大學（朝鲜语：세종사이버대학교）
- 世宗初等學校
- 首爾廣津消防署
- 廣津老人綜合福祉館
- 廣津廣場
- 華陽洞郵局
- 華陽洞天主教會
- 首爾市民廣渡口安全體驗館
- 어린이보험비교 （页面存档备份，存于）

## 圖片

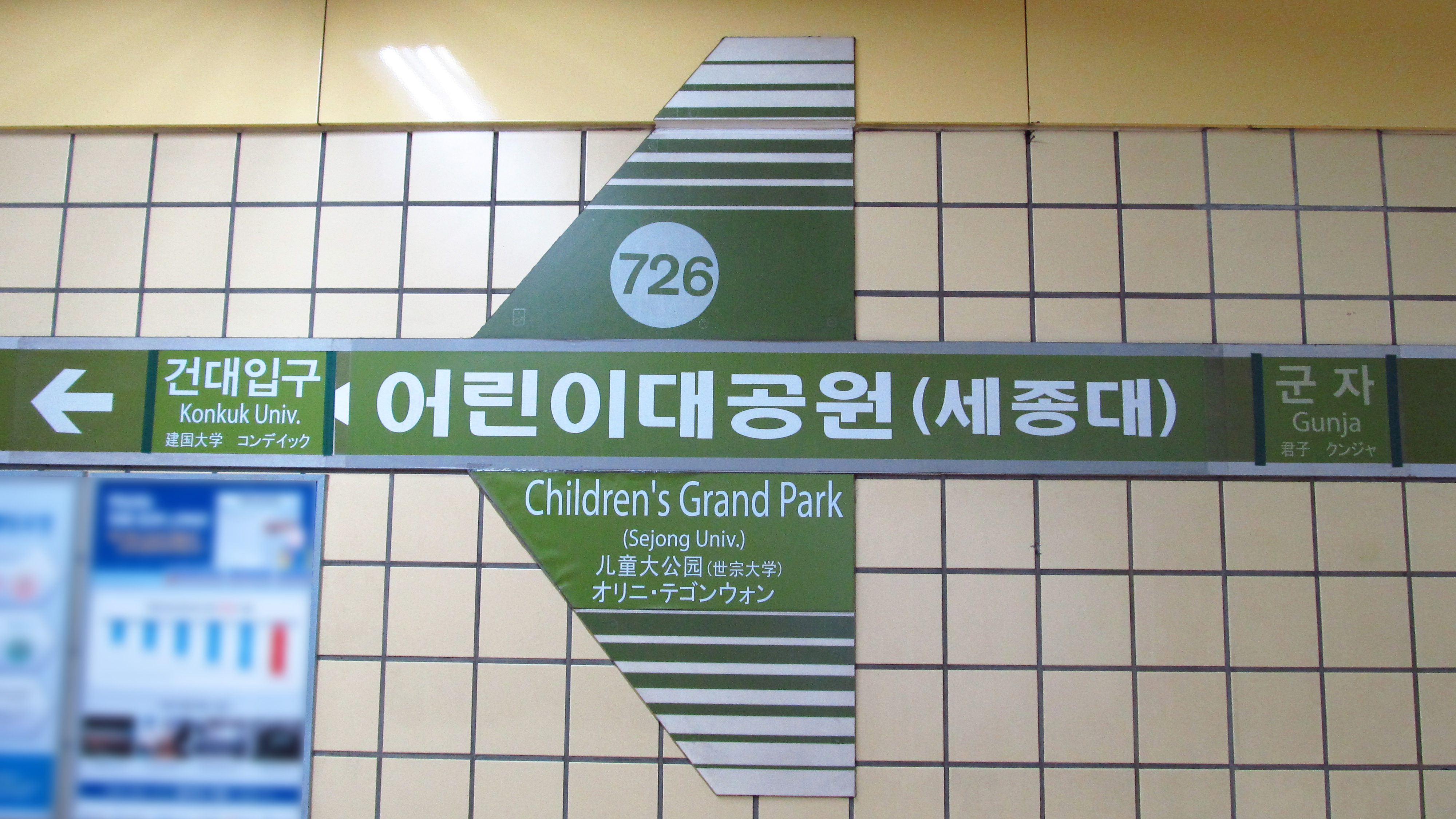
站名牌
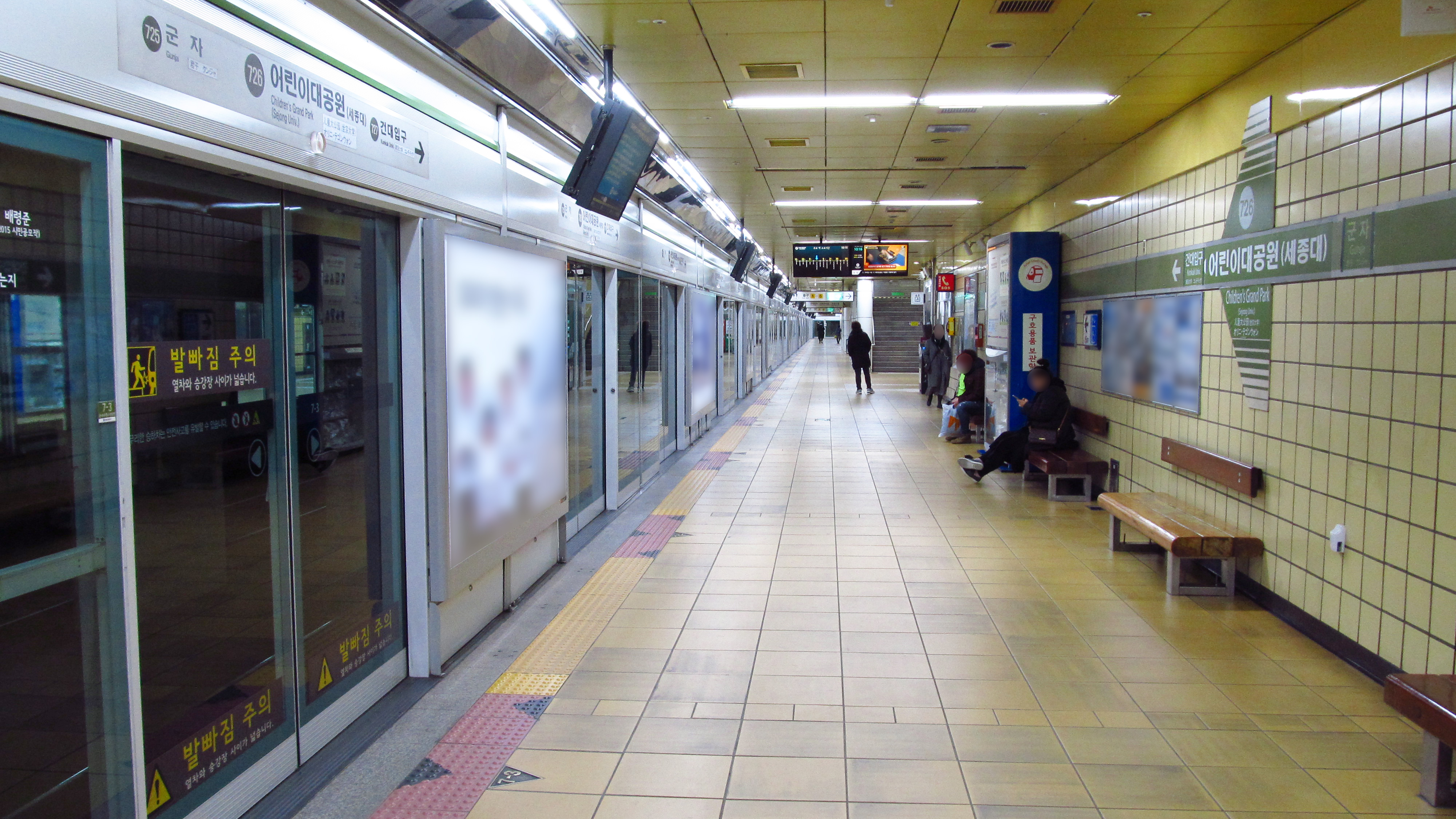
候車月台
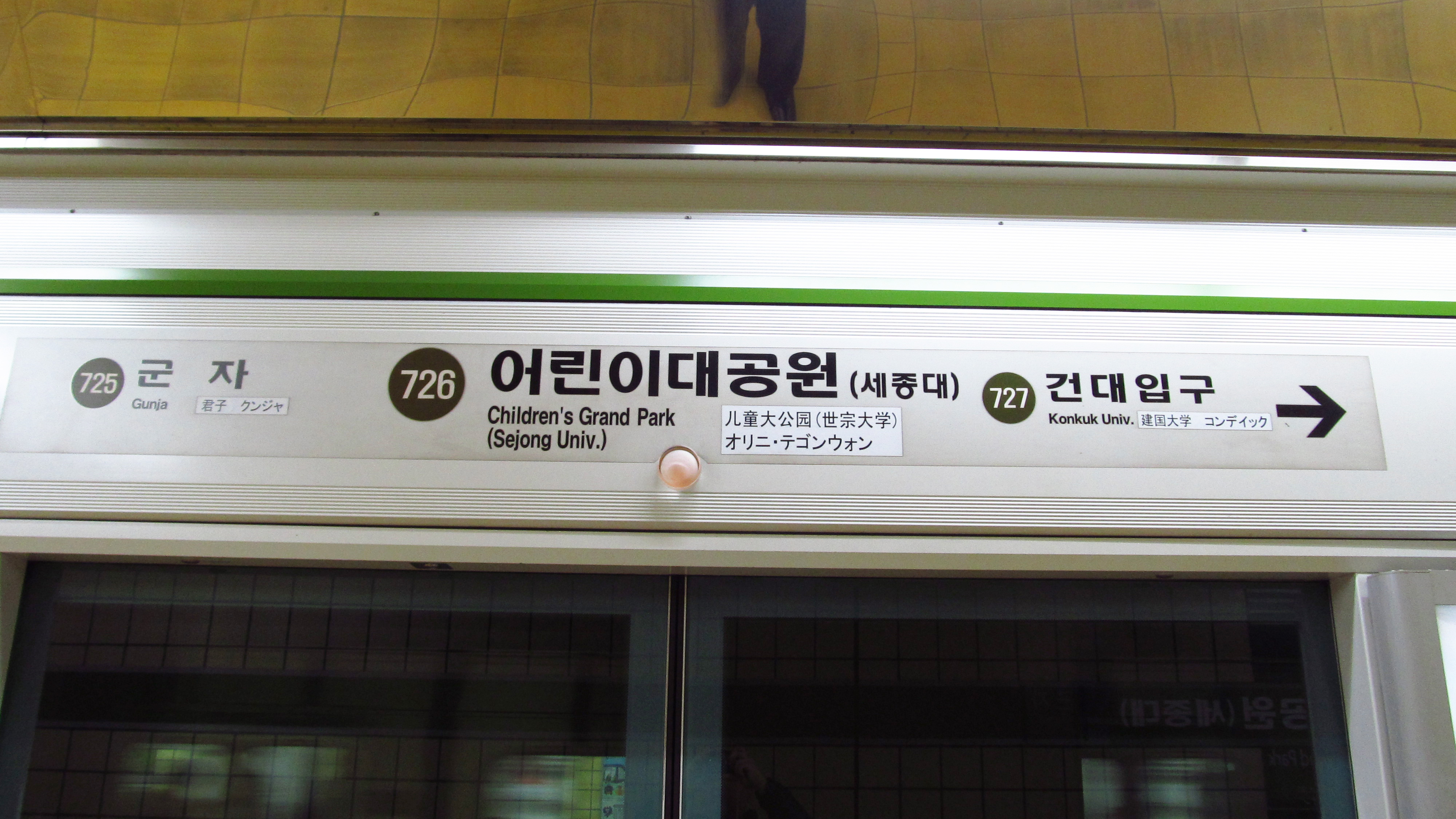
月台門資訊板
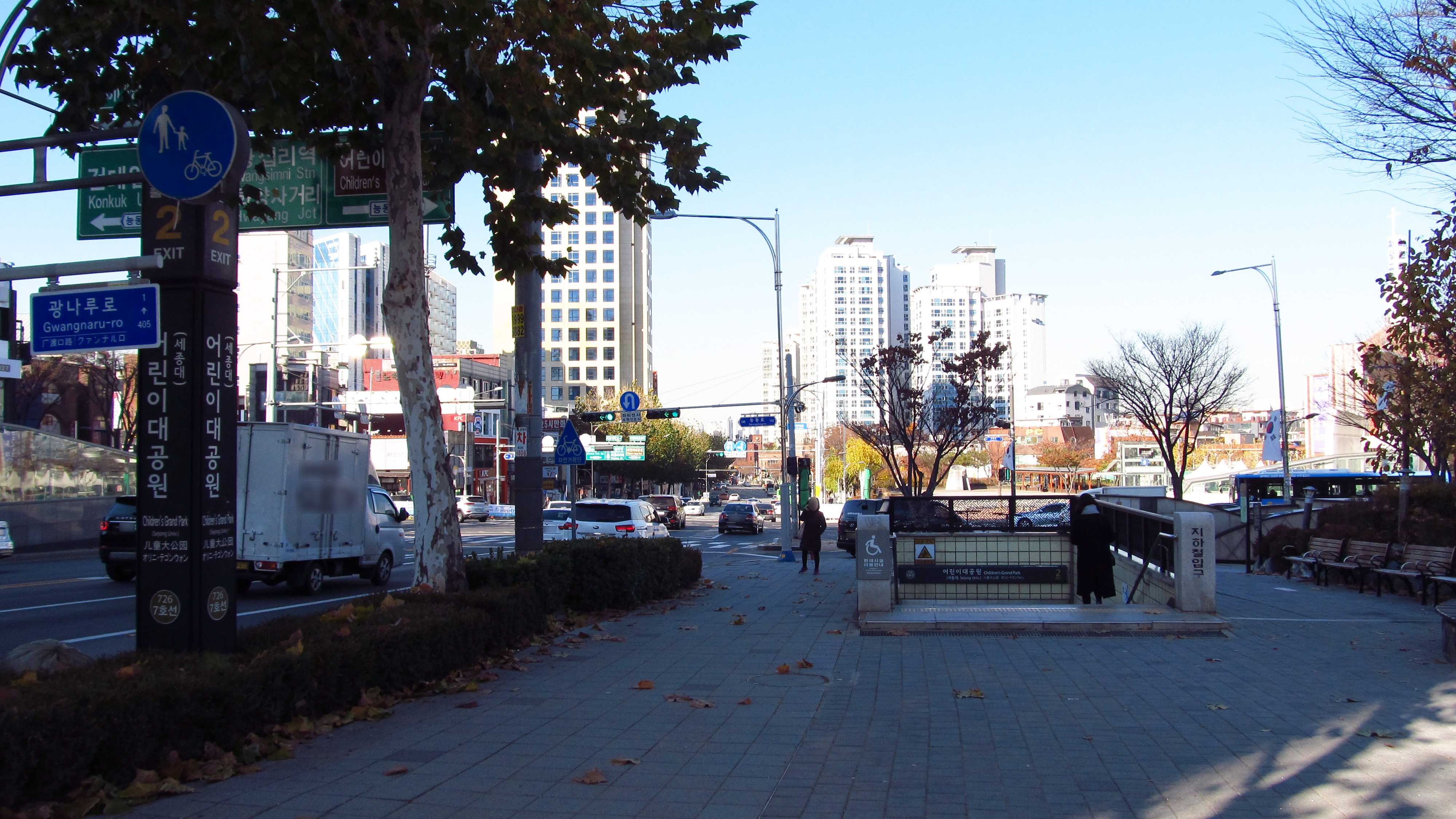
2號出口
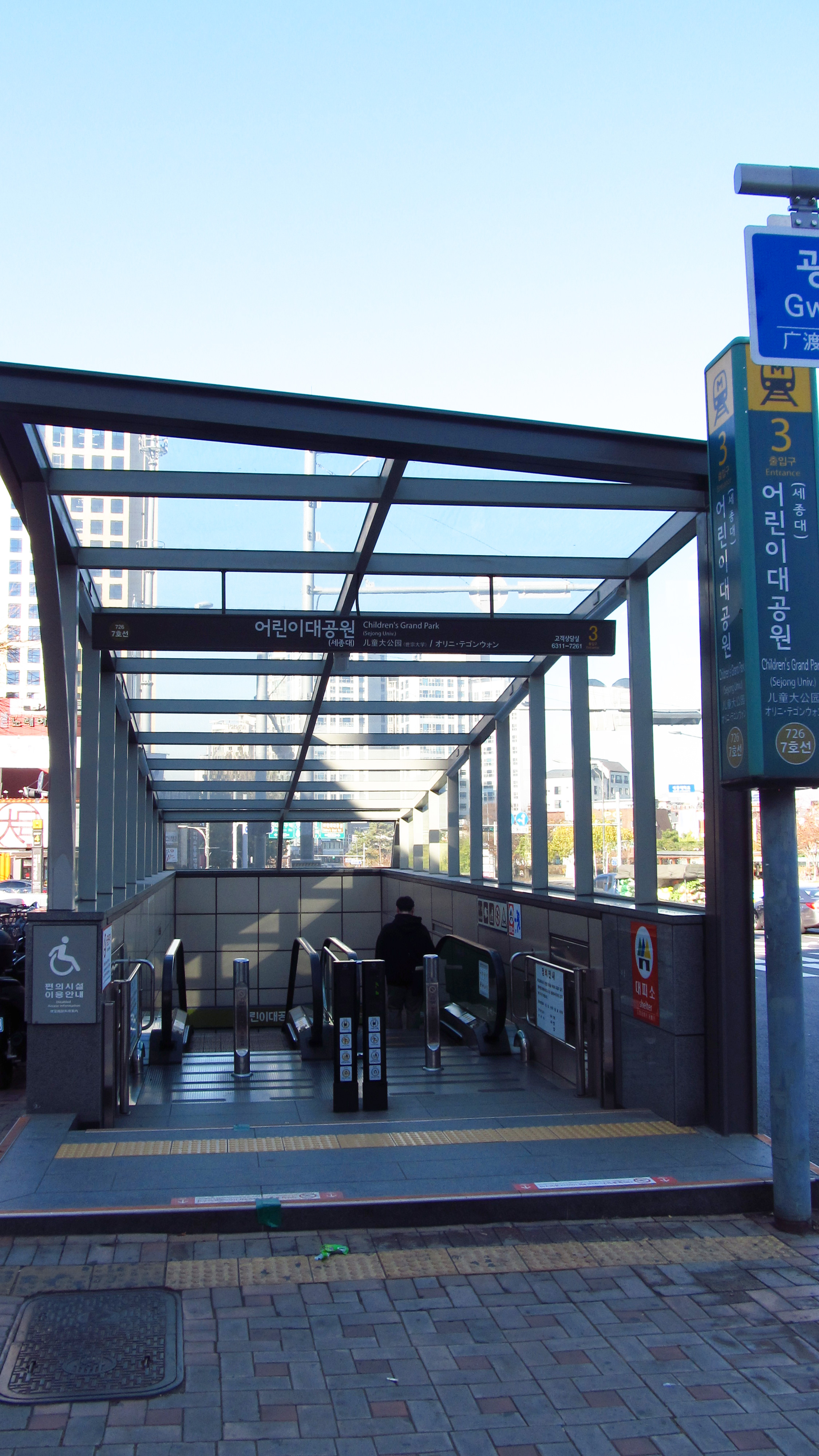
3號出口
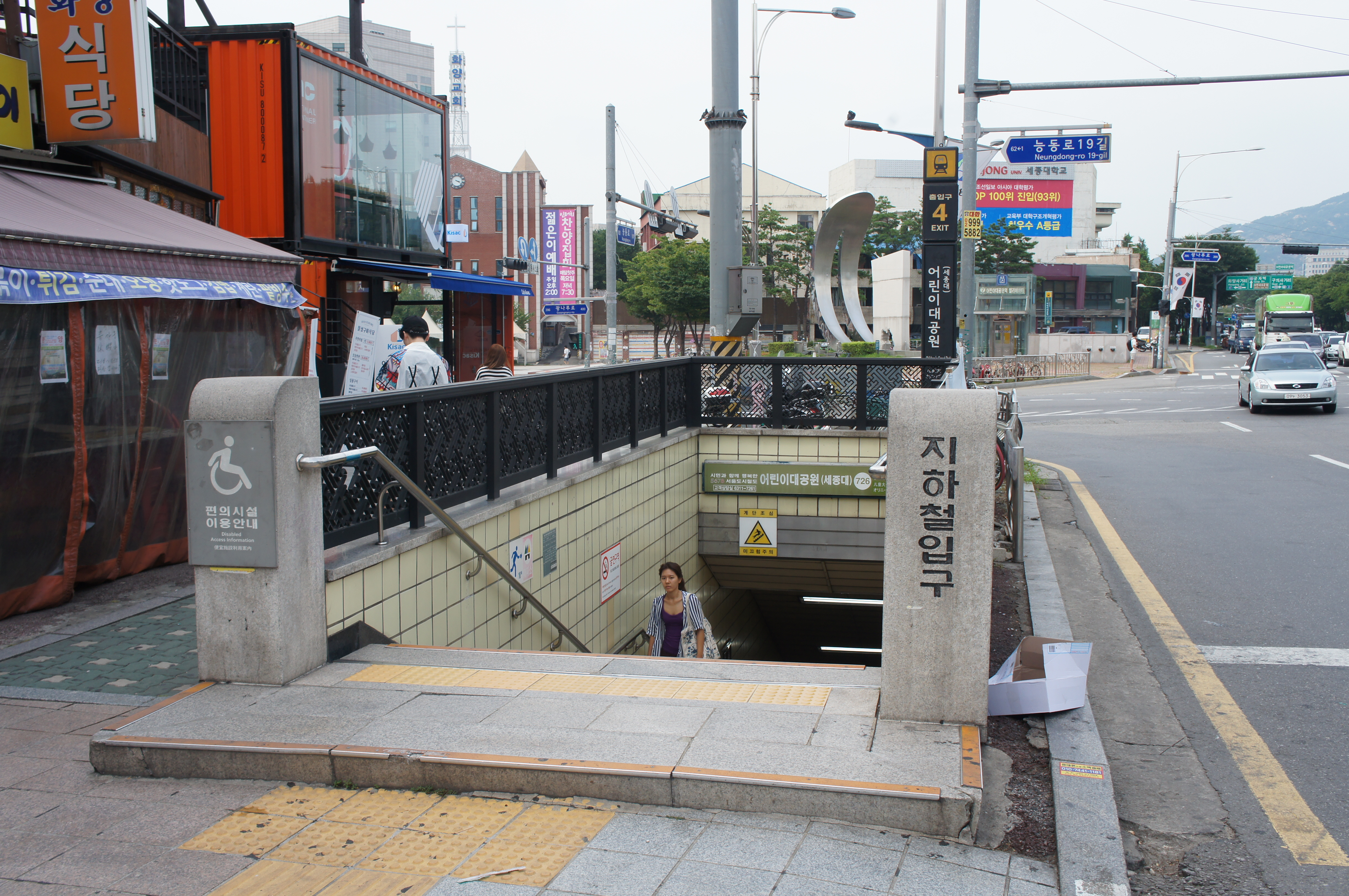
4號出口

## 相鄰車站
首爾交通公社
●首爾地鐵7號線
君子（725）－兒童大公園（726）－建國大學（727）